# Coleophora pyrenaica
Coleophora pyrenaica é uma espécie de mariposa do gênero Coleophora pertencente à família Coleophoridae.